# Columbia (mouton)
Pour les articles homonymes, voir Columbia.
Le Columbia est une race de moutons domestiques développée aux États-Unis au début du 20e siècle.

## Présentation
La race est officiellement créée en 1912, par croisement entre des béliers Lincolns et des brebis Mérinos de Rambouillet. Il est le produit de la recherche universitaire et du Département de l'Agriculture des États-Unis et était destiné à obtenir une race spécialement adaptée aux régions à l'ouest du pays. 
Le poids moyen des animaux est de 136 kg pour un bélier et 90 kg pour une brebis. La race ne porte pas de cornes. Chaque individu peut fournir entre 5 et 7 kg de laine. La fibre mesure entre 7 et 15 cm de long pour un diamètre de 23 à 31 microns. 
Aujourd'hui, la race Columbia est une race populaire, avec de lourdes toisons de laine blanche et de bonnes caractéristiques de croissance. 

## Croisements
Le Columbia a également servi de race mère pour d'autres races. Aux États-Unis, il permet de créer la race Montadale en croisant avec la race Cheviot ; la Warhill et la Willamette avec plusieurs autres races. Importé au Pérou, il a permis de créer la race Junín. 